# Apollo (teater)
Apollo, även Apolloteatern, var en teater och biograf vid Esplanadparken 10 i Helsingfors, verksam 1899–1917.
Karl Emil Ståhlberg uppförde biografen och fotoateljén Atelier Apollo 1899. Under Apollo öppnades sedan Finlands första biograf, Wärlden Rundt, på Mikaelsgatan 5. Atelier Apollo producerade ett hundratal dokumentärfilmer och även Finlands första spelfilm, Lönnbrännare 1907. Själva fotoateljén förlades till Alexandersgatan 17.
Apollo-huset vid Esplanaden var från 1911 en mycket uppskattad teaterscen; där hölls årlig nyårsrevy och där uppträdde bland andra Edvard Persson och Ernst Rolf. 1913 gästspelade Pasi Jääskeläinen och Suomalainen Operetti på Apolloteatern och i januari 1915 uppförde Ståhlberg en egen operett vid teatern, i vilken bland andra Rafael Ramstedt, Theodor Weissman, Dagmar Parmas, Iivari Kainulainen och Elli Suokas ingick. Operetten blev mycket populär, men efter interna konflikter mellan skådespelarna lades verksamheten ner och alla finländska skådespelare portades. 1917 uppträdde Elna Gistedt med Czardasfurstinnan på både Apollo och Svenska Teatern. Samma år tvingades Ståhlberg sälja Apollos fastigheter till ryska marinen, varvid all verksamhet upphörde. Teatern såldes för 4 miljoner kronor och Apolloteatern fungerade hädanefter som rysk matrosklubb.